# Minerva (olivo)
Mineva è un ecotipo di olivo toscano della cultivar leccino.

## Origine
Minerva è una nuova varietà toscana di olivo brevettata (denominazione completa C.S.S. 02 MINERVA brevetto n° 1720 NV rilasciato dal Ministero dell'Industria del Commercio e dell'Artigianato Direzione Generale per lo Sviluppo Produttivo e la Competitività Ufficio italiano Brevetti e Marchi) dalla Azienda Agricola Vivai Attilio Sonnoli di Pescia (PT). Si tratta di un clone della varietà Leccino, individuato dopo la gelata del 1956.
Il brevetto della varietà Minerva è inoltre presente in altri Paesi del mondo, quali:
Stati Uniti d'America Patent Number: Plant 10,641 rilasciato da the Commissioner of Patents and Trademarks; Nuova Zelanda, Grant of Plant Variety Rights No. 2442 rilasciato dal Plant Variety Rights Office New Zealand;  Australia, certificate no. 2406 rilasciato dal Plants Breeders Rights Commonwealth of Australia.
Minerva attualmente fa parte della collezione varietale della Facoltà di Agraria dell'Università degli Studi di Firenze.

## Caratteristiche morfologiche

### Pianta
Di vigore medio, a portamento globoso e chioma di media densità.

### Caratteristiche fisiologiche
È un clone che entra in produzioneal 2º-3º anno con maturazione precoce e contemporanea; la produzione è del 20-40% superiore al Leccino, il frutto è più grosso ed ha una migliore qualità dell'olio. Possiede anche una maggiore resistenza al freddo, alla rogna e all'occhio di pavone. Inoltre la resa in olio è del 15-18%.
Minerva, essendo un clone di Leccino è una pianta autosterile, pertanto necessita di un impollinatore. Tra i migliori impollinatori indichiamo la varietà Zeus.

### Caratteristiche dell'olio
Appartiene alla categoria "fruttato leggero", con acido oleico medio-alto (76-78%), fruttato leggermente piccante se raccolto precocemente; voto al Panel Test: 7-7,5.

## Giudizio complessivo
È un clone nettamente distinguibile all'interno della "famiglia" dei Leccino, con una precoce, abbondante e regolare produttività. La struttura della pianta e la fruttificazione lo rendono idoneo alla raccolta meccanica con scuotitori. Particolarmente adatto per ambienti freddi e umidi. È fra i migliori cloni di Leccino disponibili oggi in Italia.
Le caratteristiche morfologiche, fisiologiche e dell'olio possono variare secondo l'ambiente e le cure colturali.